# تمارة غوسيفا
تمارة غوسيفا (بالروسية: Тамара Гусева)‏ هي عازفة بيانو روسية، ولدت في 15 أغسطس 1926.